# Renfield (Dracula)
R. M. Renfield is een personage uit de roman Dracula van Bram Stoker.

## Rol in de roman
Renfield is een psychisch gestoorde man die wordt behandeld in de kliniek van dr. John Seward. Renfield lijdt aan het waanbeeld dat hij zichzelf extra levensenergie kan geven door kleine dieren op te eten en zo hun levensenergie te absorberen. In de roman eet hij onder andere insecten en vogels. In de loop van het verhaal probeert hij steeds grotere dieren naar zich toe te lokken door eerst kleine te vangen. Renfield's persoonlijkheid schommelt sterk. Zo kent perioden waarin hij zeer agressief kan zijn, afgewisseld met momenten dat hij kalm en beheerst is tot het punt dat hij bijna normaal lijkt.
Vrijwel direct na de aankomst van Graaf Dracula in Engeland ontstaat er een vreemde connectie tussen Renfield en de vampier, die in het landhuis naast de kliniek verblijft. Renfield ontsnapt een keer uit de inrichting en wordt later bij het landhuis teruggevonden. Dracula zoekt Renfield ook op bij diens cel en belooft hem een eindeloze hoeveelheid voedsel als Renfield hem helpt. Renfield gaat akkoord en nodigt onder andere Dracula uit in de kliniek zodat de graaf vanaf dat moment kan komen en gaan naar het hem belieft. Wanneer Renfield echter Mina ontmoet en later ontdekt dat Dracula haar tot zijn slachtoffer wil maken, krijgt hij gewetensvroeging. Hij smeekt Mina om te vluchten nu het nog kan en wil probeert Dr. Seward zover te krijgen dat hij hem laat gaan, zodat Dracula hem niet meer kan gebruiken om bij Mina te komen. Dr. Seward gaat niet op dit verzoek in. Wanneer Mina een nacht in de kliniek verblijft en Dracula haar daar op komt zoeken, gaat Renfield de vampier te lijf. Dracula overmeestert hem echter en breekt zijn nek. Renfield wordt zwaar gewond in zijn cel gevonden door Dr. Seward en de andere vampierjagers, en kan nog net voor hij sterft vertellen dat Dracula bij Mina is.

## In andere media
In veel filmbewerkingen van het boek wordt Renfields rol verder uitgebreid. Zo is hij in veel films al langer een dienaar van Dracula. Tevens wordt in veel films verklaard dat Renfield door Dracula’s invloed gek geworden is.
In zowel de Dracula-film uit 1931 als in de parodie Dracula: Dead and Loving It wordt Renfields personage verwisseld met dat van Jonathan Harker. In deze films is het Renfield die naar Transsylvanië gaat om met Dracula de verkoop van een Brits landhuis af te ronden. Hier wordt hij vervolgens door de graaf tot diens slaaf gemaakt.